# 항공모함 캐터펄트

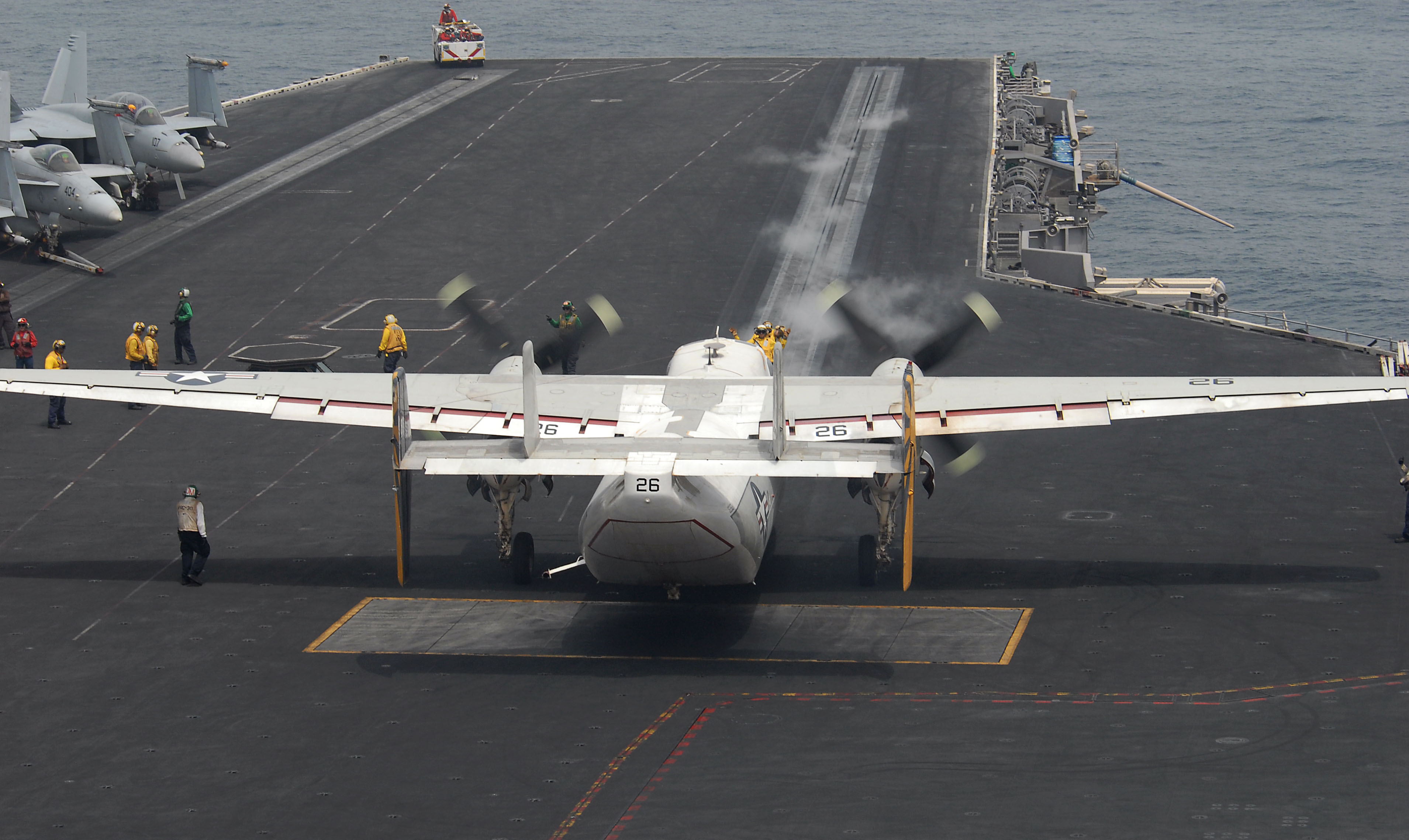
로널드 레이건호에서 C-2A 그레이하운드 수송기가 증기 캐터펄트에서 발진대기중이다.

항공모함 캐터펄트(航空母艦 - , 영어: aircraft catapult)는 항공모함에서 CATOBAR 방식으로 함재기를 이륙시킬 때 쓰는 장치이다. 함재기를 최고 속도로 가속해도 활주로 길이가 매우 짧기 때문에 이륙이 불가능하므로 이 장비를 사용하여 함재기의 이함을 가능하게 한다.

## 역사
항공모함의 캐터펄트는 함재기의 신속한 이륙을 가능하게 하는 중요 설비로 2021년 현재 미군이 사용하는 유일한 함재기 이륙 방식이다.
항공모함의 캐터펄트는 함재기를 신속하게 공중전에 투입시키고 작전효능을 높이는데 중요한 역할을 한다. 현재 모든 캐터펄트는 미국이 기술을 독점하고 있으며 아직까지 러시아, 영국, 프랑스를 비롯한 어떤 나라도 자체 캐터펄트 건조능력을 갖추지 못한 상태이다.
미국 해군은 1954년 포레스탈급 항공모함부터 증기식 캐터펄트를 항공모함에 사용중이다. 그리고 최근 미국의 USS 제럴드 R. 포드 (CVN-78)이나 영국의 퀸 엘리자베스급에서 전자기식을 사용하고 있다.

## 캐터펄트 방식

### 증기식
증기 캐터펄트는 영국에서 개발했다. 제2차 세계 대전 당시, 대부분의 캐터펄트는 유압식이었다. 그리고 로켓 추진 캐터펄트를 탑재한 CAM(Catapult Armed Merchantmen) 선박도 있었다.
영국 HMS Perseus 항공모함에 증기 캐터펄트가 시범적으로 장착되었고 그 유효성을 입증했다.
1950년대에 해군들은 더 무거운 제트 전투기를 발사할 수 있는 증기 캐터펄트를 소개했다. 파우더 추진식 캐터펄트도 개발이 완료되었고, 강력한 출력을 보여주었는데, 기체에 너무 큰 스트레스를 주기 때문에 장기적인 사용에는 부적합하다고 판단했다
미국 해군의 전술기는 캐터펄트를 이용해서 더 많은 무장을 탑재하고 이함할 수 있다. E-2 호크아이나 S-3 바이킹과 같은 큰 비행기는 캐터펄트 발사가 필수적이다. 이들 항공기의 출력대 중량비는 너무 낮아서 항공모함 갑판에서 캐터펄트의 도움 없이는 이함이 불가능하다.

### 전자기식
21세기 초반, 해군들은 리니어 모터와 전자기식으로 작동하는 캐터펄트를 개발 중이다.
전자기식 캐터펄트는 핵추진 항공모함에서 에너지 효율성이 높을 것이며, 압축 공기를 다루는 데 있어서의 위험을 제거해 줄 수 있을 것이다.
가스 터빈 추진 선박에서 전자기식 캐터펄트는 증기 캐터펄트를 위해 별도의 스팀 보일러를 설치해야 했던 필요성을 없애줄 것이다.
미 해군의 제럴드 R. 포드급 차기 원자력 항공모함과 영국 해군의 퀸 엘리자베스급 항공모함은 전자기식 캐터펄트를 사용할 계획이다.
2019년 5월 28일, 트럼프 대통령은 일본 내 미 해군 요코스카 해군기지에서 연설하면서 "전자식은 매우 망가지기 쉬워 전투에 사용하는 것은 상상할 수 없다. 반면 증기식은 65년간 완벽했다"고 말했다. 트럼프 대통령은 증기식을 고집하면서 미군 최신예 항모 USS 제럴드 R. 포드 (CVN-78)에서 전자식 캐터펄트에 문제가 생긴 상황과 비용 문제를 지적했다.

## 스키 점프대

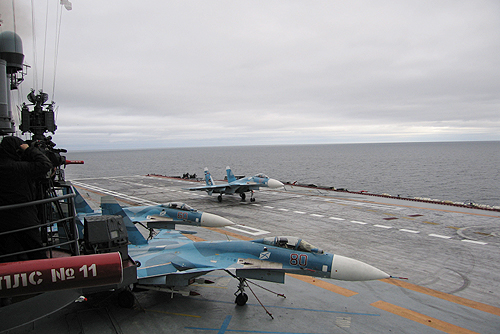
쿠즈네초프 항공모함의 수호이 Su-33 전투기

시해리어나 해리어 II와 같은 STOVL 전투기를 사용하는 경우에는 캐터펄트의 도움이 필요없다. 작고 저비용의 배에 적합하다. 러시아 해군의 수호이 Su-33 "Flanker-D"는 캐터펄트 없이 스키 점프대를 이용해 이륙한다. 그러나, 연료와 무장량을 줄여야 했다. 스키점프로 이륙하기 위해서는 스톨(STALL,비행기가 양력을 잃는 현상을 지칭) 속도가 120 kmh 이상이 되도록 비행기를 설계해야 한다. 중국은 최대이륙중량 33톤인 수호이 Su-33를 바탕으로 선양 J-15를 개발한 반면, 러시아는 수호이 Su-33를 퇴역시키고 최대이륙중량 24톤인 미코얀 MiG-29K로 대체하려고 한다. 최대이륙중량 24톤인 항공모함용 다목적 쌍발엔진 전투기로는 미국의 F/A-18 호넷, 프랑스의 라팔, 러시아의 미코얀 MiG-29K가 있다.

## 같이 보기
- 제트화염반사판
- 해군 항공